# Cantó de Sainte-Anne-1
El cantó de Sainte-Anne-1 és una divisió administrativa francesa situat al departament de Guadalupe a la regió de Guadalupe.

## Composició
El cantó comprèn part de la comuna de Sainte Anne.

## Administració
| Període                                  | Identitat       | Partit        | Qualitat |
| ---------------------------------------- | --------------- | ------------- | -------- |
| 2001-2008                                | Marlène Captant | Divers droite |          |
| 2008-                                    | Jacques Kancel  | PCG           |          |
| Les dades anteriors no són pas conegudes |                 |               |          |